# 南行徳町
南行徳町（みなみぎょうとくまち）は、1889年（明治22年）4月1日から1956年（昭和31年）10月1日まで存在した千葉県東葛飾郡の町。現在の千葉県市川市南部。
ここでは前身の南行徳村（みなみぎょうとくむら）についても取り上げる。

## 地理
北東は行徳町に、南西は浦安町に、北西は江戸川を隔てて東京府南葛飾郡（1932年より東京市江戸川区）に、南東は東京湾に囲まれており、地勢は平坦であり、江戸川の洪水・海嘯の被害をたびたび受ける。また、江戸時代から明治にかけて塩田で知られた地域である。

## 歴代首長

### 南行徳村
歴代村長は以下の通りである。
| 代 | 氏名         | 在任期間                         |
| -- | ------------ | -------------------------------- |
| 1  | 川合七左衛門 | 明治22年5月11日〜明治30年5月10日 |
| 2  | 小川六郎     | 明治30年5月11日〜明治34年5月10日 |
| 3  | 田中忠右衛門 | 明治34年5月11日〜大正6年6月1日   |
| 4  | 近藤喜八     | 大正6年6月2日〜大正9年1月24日    |
| 5  | 小川貞吉     | 大正9年3月9日                    |

## 歴史
室町時代、関東管領家の家臣吉田佐太郎を代官として付近を治めており、その後、後北条氏や徳川氏が支配した。明治時代になると廃藩置県により、小菅県や印旛県の所属を経て千葉県の管下となり、明治9年に東葛飾郡所属となる。明治20年には、欠真間・新井・当代島・湊新田・湊押切・伊勢宿などを合して南行徳村となる。

### 町名の由来
当町は古くは行徳領の一部に属し、｢本行徳｣と呼ばれる中心地域の南に位置していたことによる。

### 沿革
- 1889年（明治22年）4月1日 - 東葛飾郡新井村、欠真間村、湊村、押切村、湊新田が合併し、東葛飾郡南行徳村となる。
- 1937年（昭和12年）4月15日 - 町制施行。東葛飾郡南行徳町となる。
- 1956年（昭和31年）10月1日 - 市川市に編入、消滅する。

## 現在の町名
おおむね相之川、新井、押切、欠真間、香取、行徳駅前、島尻、新浜、広尾、福栄、湊、湊新田、南行徳に相当する。